# Liste der Naturdenkmale in Ingelheim am Rhein
Die Liste der Naturdenkmale in Ingelheim am Rhein nennt die im Gemeindegebiet von Ingelheim am Rhein ausgewiesenen Naturdenkmale (Stand 1. Mai 2024).

## Naturdenkmale
| Nr.         | Bezeichnung                           | Lage                                                               | Beschreibung                                           | Bild                                    |
| ----------- | ------------------------------------- | ------------------------------------------------------------------ | ------------------------------------------------------ | --------------------------------------- |
| ND-7339-008 | Trauerweiden im Frei-Weinheimer Hafen | Frei-Weinheim, östlich der Rheinstraße Lage                        | Salix alba f. tristis, mehrere Bäume                   | Fotos hochladen                         |
| ND-7339-011 | Weißpappeln an der Sandmühle          | Heidesheim, Sandmühle, bei Nr. 1 und Nr. 10 Lage                   | Populus alba, zwei Bäume                               | Direkt Bild zu diesem Denkmal hochladen |
| ND-7339-013 | Ödland                                | Nieder-Ingelheim, östlich des Ortes; Flur Am Ingelheimer Damm Lage | flächenhaftes Naturdenkmal, zwei Teilflächen, ca. 2 ha | Direkt Bild zu diesem Denkmal hochladen |
| ND-7339-014 | Ödland am Rabenkopf                   | Ober-Ingelheim, östlich des Ortes; Flur Rabenkopf Lage             | flächenhaftes Naturdenkmal                             | Direkt Bild zu diesem Denkmal hochladen |
| ND-7339-060 | Eiche am Hafen                        | Frei-Weinheim, westlich der Rheinstraße Lage                       | Quercus robur                                          | Fotos hochladen                         |